# 馬里昂縣 (阿肯色州)
馬里昂縣（英語：Marion County）是位於美国阿肯色州北部的一個縣，南鄰密蘇里州，面積1,658平方公里。根據2020年美國人口普查，共有人口16,826人。縣治耶爾維爾（Yellville）。該縣成立於1836年9月25日，縣名紀念美國獨立戰爭時期將領法蘭西斯·馬里昂（Francis Marion）。